# José Caetano Vaz Júnior
José Caetano Vaz Júnior (? — ?) foi um político brasileiro.
Foi presidente da província do Maranhão, de 24 de abril a 14 de junho de 1865 e de 21 de novembro de 1878 a 24 de julho de 1879.